# Kétágú templom (Kolozsvár)

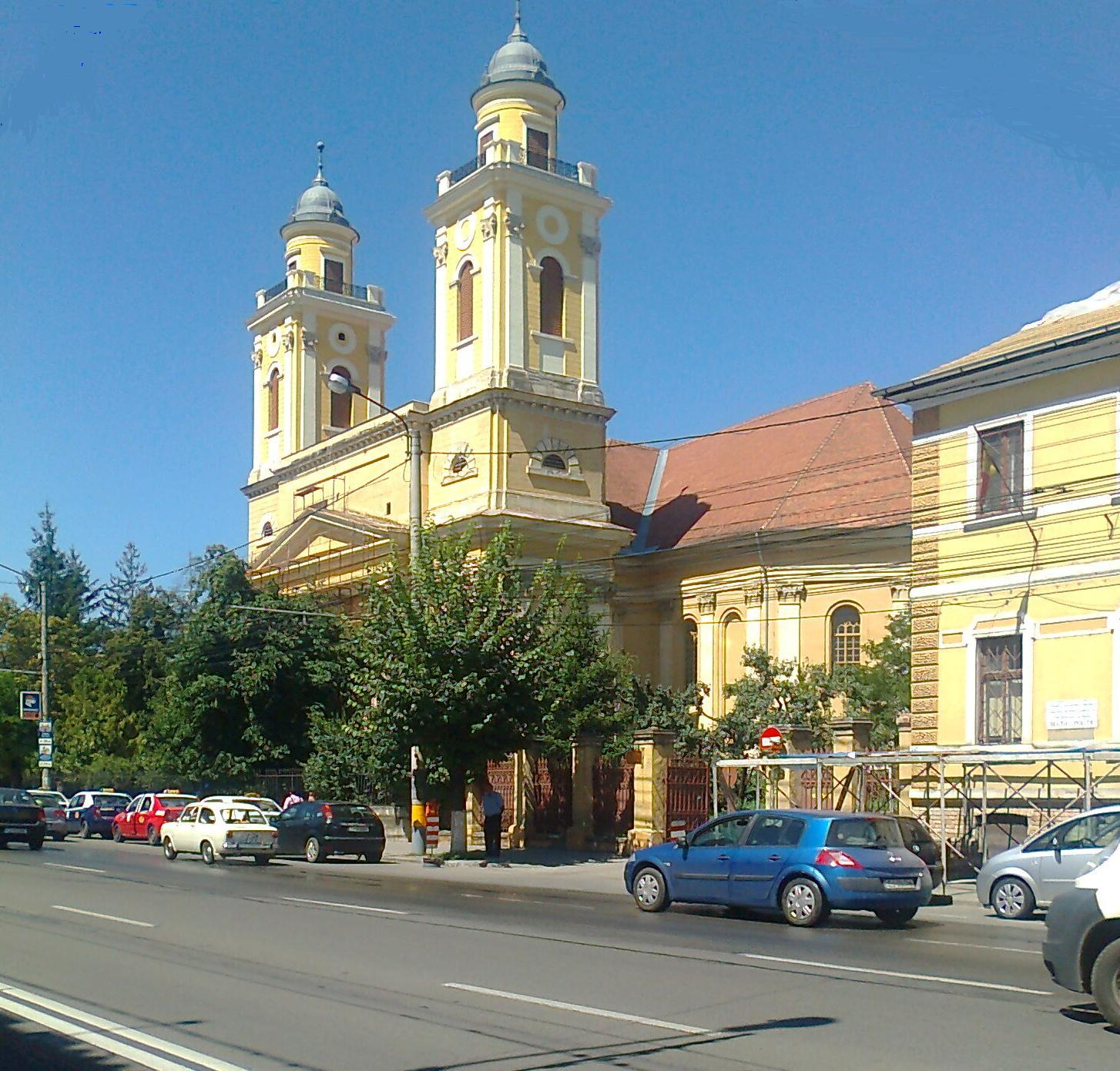

A kolozsvári Kétágú templom, hivatalos nevén az Alsóvárosi református templom, Erdély legnagyobb és legszebb 19. századi klasszicista temploma, az építéskori Külső-Magyar utcában. A romániai műemlékek jegyzékében a CJ-II-m-B-07264 sorszámon szerepel.

## Elnevezése
A templom elnevezése eleinte református külső templom (vagyis a várfalon kívüli, külvárosi) volt, majd többnyire két tornyára utalva Kétágú templomként emlegették, hivatalos elnevezése azonban az 1903-as körzetesítés, a város gyülekezetekre, parokiális körökre osztása óta Alsóvárosi templom. Az alsóvárosi kör, utóbb egyházközség a Bocskai tértől kifele az egész külvárost s mindenekelőtt a Hóstátot foglalta magába. A hóstátiak hagyományosan reformátusok, s nagyrészt ők is támogatták, tartották fenn a templomot.

## Története
A reformátusok az 1690-ben a tatároktól elpusztított, a mai Teológiai Intézet helyén álló kis kőtemplomuk helyett 1695 tájékán kezdtek új istenházát építeni ezen a telken. A zsindelyes fatemplom 1696-ban készült el. Mellette harangláb is volt 3 haranggal. Az 1704-es kuruc ostromkor megrongálódott a templom. 1705-ben helyrehozták, 1714-ben renoválták. Ebben az időben saját parókiája is volt. 1785-ban a Consistorium határozatára a meglévő három kolozsvári lelkész mellé a gyarapodásra hivatkozva egy negyedik személyt hívtak: Incze Sámuelt Kendilónáról a külső templom parókiájára.
Egy 1800-ból származó adat szerint a templom fedélszékét és haranglábát kellett javíttatni. 1804-ben a víz felőli oldalon nagyobbították a templomot, 1827-ben pedig vihar rongálta meg fedélszékét. A fatemplomba áthozták az 1672-es évszámot viselő kő szószéket, amely bizonyára az előző templom romjai közül került elő. A templom orgonája 1771-ből származik, Farkas Jánosné ajándéka volt.
A 19. század első felében jelentősen megnövekedett a reformátusok száma és a Farkas utcai templom, valamint ez a külvárosi kis fatemplom már szűkösnek bizonyult. A nagyszámú hóstátira való tekintettel elhatározták egy új templom felépítését. Az új templom terveit 1827-ben Georg Winkler készítette a debreceni nagytemplom mintájára. 1828-ban elkezdték a gyűjtést. Ezek közül Méhes Sámuel adománya a legkiemelkedőbb. Az alapkő ünnepélyes letételére 1829. október 3-án került sor. Az alapkő alá latin és magyar nyelvű óntáblákat helyeztek el, valamint Szilágyi Ferencnek a kolozsvári református eklézsia történetéről írott könyvét, és a forgalomban lévő pénzérmék egy-egy darabját. Az építkezés több évtizeden át tartott, a pénzhiány miatt többször is akadozott. Georg Winkler halála után, 1839 körül Kagerbauer Antalt bízták meg az építkezés folytatásával, aki sokat módosított a homlokzat és a tornyok tervén. Az építkezés pénzhiány miatt többször is elakadt. A tornyok megépítéséhez a város három meghasadt bástyájának egyikét használták fel. Időközben (1845) az életveszélyessé vált fatemplomot lebontották.
Az új templomot 1851. október 12-én szentelték fel. 1852-ben Kagerbauer összetűzésbe került az egyházzal, így a hátralevő munkálatokat Böhm Jánossal és Fekete Györggyel végeztették el.
A templomot 1911-ben renoválták először, ekkor vezették be a villanyvilágítást is. 1922-26 között újrafestették. 1948-ban bevezették a gázfűtést, 1950-ben pedig helyreállították a háborúban megsérült karzatokat. 1984-1986 között ismét átfestették és ekkor szerelték fel hat csillárját is.

## Leírása
A kétágú templom Kolozsvár legjelentősebb és legmonumentálisabb klasszicista épülete. Homlokzatának fő elemei a négyszögletes tornyok, amelyeket henger alakú kupolák fednek. A homlokzatot a tornyok második szintjéig érő, a timpanon fölé emelkedő rusztikás attika zárja. A homlokzat háromtengelyes, előreugró részét hat korinthoszi fejezetű hat oszlop díszíti. A templom belső terét a főhajó és a kereszthajó derékszögű találkozása határozza meg. A hajókat dupla hevederen nyugvó csehboltozat fedi, a két hajó találkozásánál a négy heveder közé kupola illeszkedik. A belső falpillérek is korinthoszi fejezetesek, lábazatuk akantuszlevelekkel díszített.
Az orgonát a régi templomból hozták át. A szószéket Rauch András készítette, a két oldalkarzatot pedig Hottner Ferdinánd tervei szerint építették meg 1879-ben. Ezzel fejeződött be tulajdonképpen a templom építése. A régi templomból megmaradt egy 1720-as években készült virágos hátaspad. Az új orgonáját 1941-ben készítette a pécsi Angster cég. A régit elbontották, csak a dobozát tartották meg.
A templomban eredetileg három harang volt. Két harangot 1798-1799-ben Andrásofszki János öntött, a Farkas utcai templom tűzvészben elpusztult harangjainak olvadékából. Ezeket eredetileg a Farkas utcai templom melletti haranglábon tartották, majd a külső templom elkészültekor annak tornyaiba kerültek. A harmadik harangot 1896-ban öntötték. 1917-ben rekvirálták. A másik két harang történelmi értékük miatt megmenekült a beolvasztástól.
A templom falai közt őrizték évtizedeken át I. és II. Apafi Mihály erdélyi fejedelmek hamvait. 1908-ban találta meg őket az almakeréki evangélikus templom kriptájában Szádeczky-Kardoss Lajos történészprofesszor. Végakaratuknak megfelelően a Farkas utcai templomban szándékoztak őket nyugalomra helyezni, de azt éppen renoválták, s így e templomba hozták ideiglenesen a bronzkoporsókat. Innen csak 1942 novemberében szállították át fejedelmi pompával a Farkas utcai templomkriptába a hamvakat.
2013. október 23-án a templom kertjében felavatták Bethlen Gábor – Péterfy László alkotta – szobrát.

## Gyülekezet
1903-ban Kenessey Béla püspök javaslatára a kolozsvári presbitérium 4 részre osztotta a megnövekedett reformátusokat: belvárosi, alsóvárosi, hídelvei és monostori egyházközségre. Ettől kezdve beszélhetünk különálló alsóvárosi egyházközségről. A városba hívott Irsay József maradt a hóstáti hívekkel.
A 20. századtól pezsgő gyülekezeti élet zajlik az egyházközségben (reggeli áhitatok, délelőtti, délutáni istentiszteletek, vasárnapi iskola, bibliaóra különböző korcsoportoknak, Földész Dalkör, ifjúsági kórus, gyülekezeti vegyeskar, bibliaismertető és egyéb ismeretterjesztő előadások, leány- és nőszövetségi foglalkozások, szeretetvendégségek, imahetek, diakónusi tevékenység, beteglátogatás, öreggondozás, presbitertovábbképzők és 4 imaházban tartottak istentiszteleteket.

## Lelkipásztorai
1902–1906 között Irsay József
1906-ban Fosztó Dénes beszolgáló lelkész
1907-1921 között Barabás Samu
1921–1936 között  Vásárhelyi János
1936–1945 között Kádár Géza
1945-ben Köblös István beszolgáló lelkész
1945–1978 között Valádi György és 1952–1971 között Kassai Géza
1978–1996 között Adorjáni Albert és 1978–1987 között Adorjáni Nagy Aranka
1996-től Adorjáni László és 2001-től Székely József

## További irodalom
- Jakab Elek: Kolozsvár története. Budapest, 1888
- Herepei János:  A reformátusok legelső külső temploma.  Református Szemle,  2–3. sz. (1940)
- Kagerbauer Antal és a romantika építészete Erdélyben. In  B. Nagy Margit: Stílusok, művek, mesterek: Művészettörténeti tanulmányok. Bukarest: Kriterion. 1977.   69–94. o.
- Kádár Géza – Adorjáni László: A kolozsvári „Kétágú” református templom. Kolozsvár: Kolozsvár Alsóvárosi Református Egyházközség. 1996.
- Sipos Gábor: A kolozsvári hóstáti reformátusok gyülekezete és templomai, 1672–1845. In  Benkő Samu Emlékkönyv. Szerk. Sipos Gábor. Kolozsvár: Erdélyi Múzeum-Egyesület. 2008.  ISBN 978 973 8231 79 5
- Sipos Gábor: A külső templom bibliája. In Sipos Gábor: Reformata Transyalvanica. Kolozsvár, 2012
- Weisz Attila: Alsóvárosi református templom (Kétágú-templom), Kolozsvár. lexikon.adatbank.ro